# Luis Castillo Urízar
Luis Castillo Urízar (San Felipe, febrero de 1869-?) fue un abogado y político chileno.

## Biografía
Hijo de Lindor Castillo Covarrubias y Elena Urízar Corbera. Fue hermano de Eduardo Castillo Urízar, y tío de Fernando Castillo Velasco.
Estudió en el Colegio de Mr. Radford en Valparaíso y en la Facultad de Derecho de la Universidad de Chile; juró como abogado el 20 de marzo de 1893. Se dedicó a ejercer su profesión en Santiago. Además, explotó una parte del fundo La Leonera. Fue oficial del Registro Civil durante 35 años; jubiló en 1932.
Se casó con Delia Fernández, matrimonio del cual nacieron tres hijas: María Encarnación, Olga y Silvia.
Fue presidente de la Liga contra el Alcoholismo. Fue miembro del Consejo Superior de Educación Física, de la Sociedad Nacional de Agricultura (SNA) y presidente del Club de Septiembre, en varios períodos.

## Carrera política
Militó en el Partido Radical. Fue regidor de la municipalidad de Illapel.
Fue elegido diputado por la Séptima Circunscripción Departamental de Santiago, para el XXXVI Periodo Legislativo del Congreso (1930-1934); integró la Comisión Permanente de Agricultura y Colonización. El movimiento revolucionario que estalló el 4 de junio de 1932, decretó el día 6 de ese mes, la disolución de este Congreso.